# ورنر گرف
ورنر گرف (آلمانی: Werner Graeff؛ همچنین Gräff؛ ۲۴ اوت ۱۹۰۱ – ۲۹ اوت ۱۹۷۸) مجسمه‌ساز، طراح گرافیک، عکاس و نقاش اهل آلمان بود.
وی تحصیلات خود را در باوهاوس وایمار آغار کرد و تحت تأثیر آثار تئو فان دوشبورخ بود.
از جمله آثار او می‌توان به نگارش فیلم‌نامهٔ ارواح قبل از صبحانه اشاره کرد.